# Euphyia olivogrisea
Euphyia olivogrisea är en fjärilsart som beskrevs av Karl Schawerda 1928. Euphyia olivogrisea ingår i släktet Euphyia och familjen mätare. Inga underarter finns listade i Catalogue of Life.